# Derbe semifusca
Derbe semifusca är en insektsart som beskrevs av Ronald Gordon Fennah 1945. Derbe semifusca ingår i släktet Derbe och familjen Derbidae. Inga underarter finns listade i Catalogue of Life.